# Wealden
Wealden – dystrykt w hrabstwie East Sussex w Anglii.

## Miasta
- Crowborough
- Hailsham
- Heathfield
- Polegate
- Uckfield
- Wadhurst

## Inne miejscowości
Alciston, Alfriston, Arlington, Berwick, Buxted, Chiddingly, Cross In Hand, Danehill, East Dean and Friston, East Hoathly with Halland, Fletching, Forest Row, Framfield, Frant, Furner's Green, Groombridge, Hadlow Down, Hartfield, Hellingly, Herstmonceux, Hooe, Horam, Isfield, Jarvis Brook, Laughton, Litlington, Little Horsted, Long Man, Lullington, Maresfield, Ninfield, Nutley, Pevensey, Rotherfield, Selmeston, Tidebrook, Upper Hartfield, Wartling, Westham, Willingdon and Jevington, Withyham.